# Hubert Ponert
Hubert Ponert (* 1923; † 2000) war ein deutscher Flottillenadmiral der Bundesmarine und studierter Volkswirt.

## Leben
Als Kapitän zur See kam er im April 1979 als Abteilungsleiter Betrieb in das Marineunterstützungskommando nach Wilhelmshaven. In dieser Position wurde er zum Flottillenadmiral befördert und gab mit der Umstrukturierung und Auflösung der Abteilung im April 1980 das Kommando ab. Anschließend war er hier bis September 1981 Leiter der neu eingerichteten Abteilung Systembetreuung und Instandsetzung. Im gleichen Jahr wurde er Stellvertretender Kommandeur und Chef des Stabes des Marineunterstützungskommandos. Aus dieser Position trat er Anfang Oktober 1983 in den Ruhestand.